# Marta Lepp
Marta Lepp (ur. 12 listopada 1883 w Vardi, zm. 11 listopada 1940 w Tartu) – estońska pisarka i pedagog, autorka dramatów.
Od 1905 roku organizowała w Tallinnie pierwsze żeńskie kluby polityczne. Założyła (wraz z mężem, Kustasem Utuste) pismo "Hiis" (pl. "Święty Gaj"), wydawanego od 1930 i propagującego estoński ruch neopogański Taarausk.